# 舍夫琴卡 (多布羅韋利奇基夫卡區)
48°27′43″N 31°13′15″E / 48.46194°N 31.22083°E
舍夫琴卡（烏克蘭語：Шевченка），是烏克蘭中部的村莊，隸屬基洛夫格勒州的新烏克蘭卡區。該村始建於1860年，面積0.42平方公里，海拔高度153米，2001年人口61，人口密度每平方公里145.6人。